# Europese kampioenschappen indooratletiek 1977
De Europese kampioenschappen indooratletiek 1977 werden van 12 tot en met 13 maart 1977 gehouden in het Velódromo de Anoeta in de Spaanse stad San Sebastian. Het was de eerste maal dat de kampioenschappen in Spanje gehouden werden.

## Medailles

### Mannen
| Onderdeel            | Goud                              | Goud    | Zilver                             | Zilver  | Brons                     | Brons   |
| -------------------- | --------------------------------- | ------- | ---------------------------------- | ------- | ------------------------- | ------- |
| 60 m                 | Valeri Borzov Sovjet-Unie         | 6,59    | Christer Garpenborg Zweden         | 6,60    | Marian Woronin Polen      | 6,67    |
| 400 m                | Fons Brydenbach België            | 46,53   | Francis Demarthon Frankrijk        | 47,11   | Marian Gęsicki Polen      | 47,21   |
| 800 m                | Sebastian Coe Verenigd Koninkrijk | 1.46,54 | Erwin Gohlke Oost-Duitsland        | 1.47,20 | Rolf Gysin Zwitserland    | 1.47,60 |
| 1500 m               | Jürgen Straub Oost-Duitsland      | 3.46,50 | Paul-Heinz Wellmann West-Duitsland | 3.46,60 | János Zemen Hongarije     | 3.46,60 |
| 3000 m               | Karl Fleschen West-Duitsland      | 7.57,50 | Pekka Päivärinta Finland           | 7.59,30 | Markus Ryffel Zwitserland | 8.00,30 |
| 60 m horden          | Thomas Munkelt Oost-Duitsland     | 7,62    | Viktor Mjasnikov Sovjet-Unie       | 7,79    | Arto Bryggare Finland     | 7,79    |
| Verspringen          | Hans Baumgartner West-Duitsland   | 7,96    | Lutz Franke Oost-Duitsland         | 7,89    | László Szalma Hongarije   | 7,78    |
| Hink-stap-springen   | Viktor Sanjejev Sovjet-Unie       | 16,65   | Jaak Uudmäe Sovjet-Unie            | 16,46   | Bernard Lamitié Frankrijk | 16,45   |
| Hoogspringen         | Jacek Wszoła Polen                | 2,25    | Rolf Beilschmidt Oost-Duitsland    | 2,22    | Ruud Wielart Nederland    | 2,22    |
| Polsstokhoogspringen | Władysław Kozakiewicz Polen       | 5,51    | Antti Kalliomäki Finland           | 5,31    | Mariusz Klimczyk Polen    | 5,20    |
| Kogelstoten          | Hreinn Halldórsson IJsland        | 20,59   | Geoff Capes Verenigd Koninkrijk    | 20,46   | Władysław Komar Polen     | 20,17   |

### Vrouwen
| Onderdeel    | Goud                                 | Goud    | Zilver                            | Zilver  | Brons                            | Brons   |
| ------------ | ------------------------------------ | ------- | --------------------------------- | ------- | -------------------------------- | ------- |
| 60 m         | Marlies Oelsner Oost-Duitsland       | 7,17    | Ljoedmila Storozjkova Sovjet-Unie | 7,24    | Rita Bottiglieri Italië          | 7,34    |
| 400 m        | Marita Koch Oost-Duitsland           | 51,14   | Verona Elder Verenigd Koninkrijk  | 52,75   | Jelica Pavličić Joegoslavië      | 53,49   |
| 800 m        | Jane Finch Verenigd Koninkrijk       | 2.01,12 | Totka Petrova Bulgarije           | 2.01,17 | Elżbieta Katolik Polen           | 2.01,30 |
| 1500 m       | Mary Stewart Verenigd Koninkrijk     | 4.09,37 | Vesela Yatsinska Bulgarije        | 4.10,00 | Rumyana Chavdarova Bulgarije     | 4.11,30 |
| 60 m horden  | Ljoebov Nikitenko Sovjet-Unie        | 8,29    | Zofia Bielczyk Polen              | 8,34    | Rita Bottiglieri Italië          | 8,39    |
| Verspringen  | Jarmila Nygrýnová Tsjecho-Slowakije  | 6,63    | Ildikó Erdélyi Hongarije          | 6,55    | Heidemarie Wycisk Oost-Duitsland | 6,40    |
| Hoogspringen | Sara Simeoni Italië                  | 1,92    | Brigitte Holzapfel West-Duitsland | 1,89    | Edit Sámuel Hongarije            | 1,86    |
| Kogelstoten  | Helena Fibingerová Tsjecho-Slowakije | 21,46   | Ilona Slupianek Oost-Duitsland    | 21,12   | Eva Wilms West-Duitsland         | 20,87   |

### Medailleklassement
| Plaats | Land                | Goud | Zilver | Brons | Totaal |
| 1      | Oost-Duitsland      | 4    | 4      | 1     | 9      |
| 2      | Sovjet-Unie         | 3    | 3      | 0     | 6      |
| 3      | Verenigd Koninkrijk | 3    | 2      | 0     | 5      |
| 4      | West-Duitsland      | 2    | 2      | 1     | 5      |
| 5      | Polen               | 2    | 1      | 5     | 8      |
| 6      | Tsjecho-Slowakije   | 2    | 0      | 0     | 2      |
| 7      | Italië              | 1    | 0      | 2     | 3      |
| 8      | België              | 1    | 0      | 0     | 1      |
| 8      | IJsland             | 1    | 0      | 0     | 1      |
| 10     | Bulgarije           | 0    | 2      | 1     | 3      |
| 10     | Finland             | 0    | 2      | 1     | 3      |
| 12     | Hongarije           | 0    | 1      | 3     | 4      |
| 13     | Frankrijk           | 0    | 1      | 1     | 2      |
| 14     | Zweden              | 0    | 1      | 0     | 1      |
| 15     | Zwitserland         | 0    | 0      | 2     | 2      |
| 16     | Joegoslavië         | 0    | 0      | 1     | 1      |
| 16     | Nederland           | 0    | 0      | 1     | 1      |
| Totaal | Totaal              | 19   | 19     | 19    | 57     |

1970 ·
1971 ·
1972 ·
1973 ·
1974 ·
1975 ·
1976 ·
1977 ·
1978 ·
1979 ·
1980 ·
1981 ·
1982 ·
1983 ·
1984 ·
1985 · 
1986 · 
1987 · 
1988 · 
1989 · 
1990 · 
1992 · 
1994 · 
1996 · 
1998 · 
2000 · 
2002 · 
2005 · 
2007 · 
2009 ·
2011 ·
2013 ·
2015 ·
2017 ·
2019 ·
2021 ·
2023 ·
2025
Belgische medaillewinnaars · Nederlandse medaillewinnaars